# Stunde Null

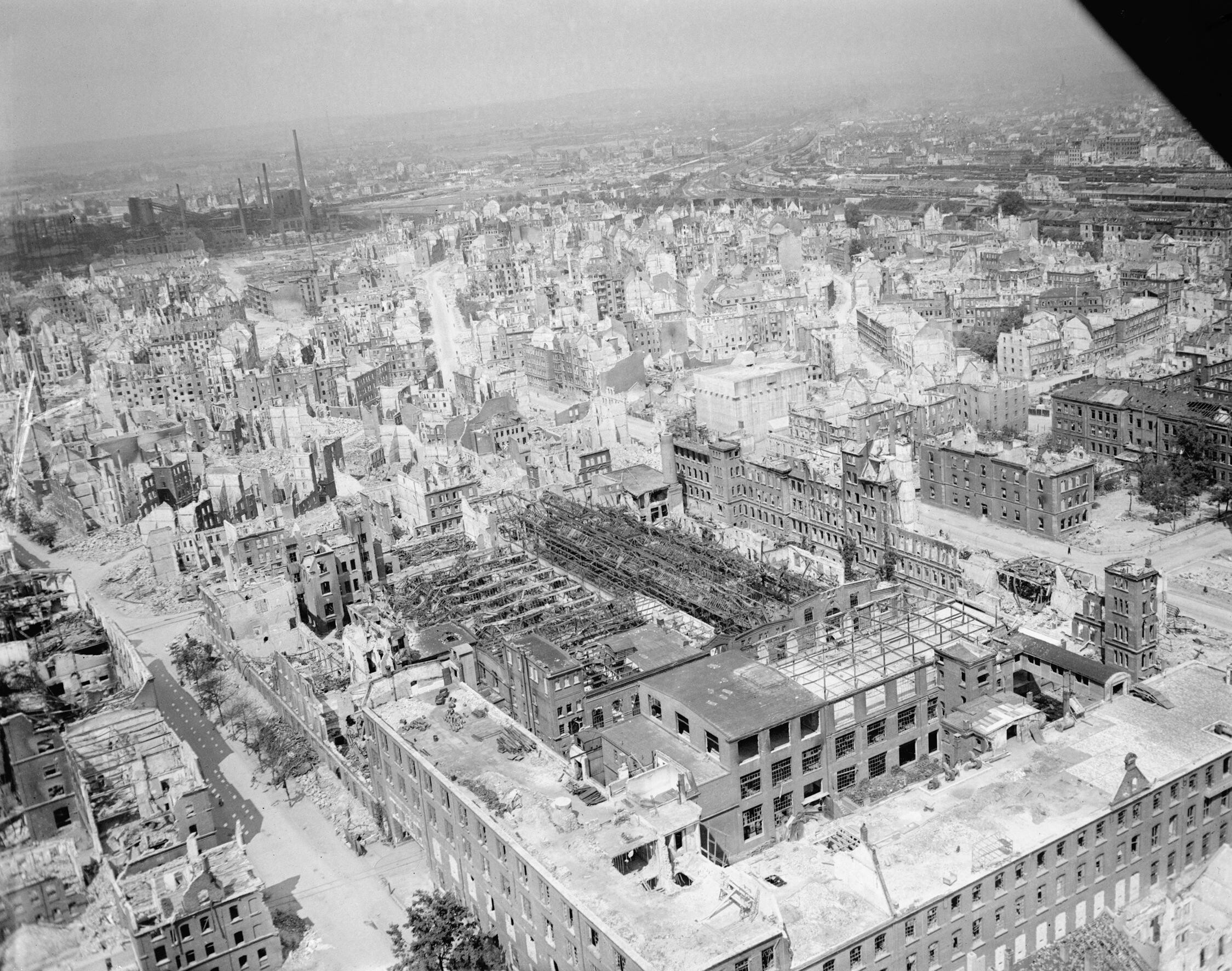
Edifícios em ruínas em Nuremberg, maio de 1945

Zero hora (alemão: Stunde Null) é um termo que se refere à meia-noite de 8 de maio de 1945 na Alemanha. Ele marcou o fim da Segunda Guerra Mundial na Europa e o início de uma nova Alemanha não nazista. Foi em parte uma tentativa da Alemanha de se dissociar dos nazistas. A desnazificação foi encorajada pelos Aliados que ocupavam a Alemanha.
O termo implica "uma ruptura absoluta com o passado e um novo começo radical" ou um "varrimento de velhas tradições e costumes". As pessoas na época viviam em um país devastado – cerca de 80% de sua infraestrutura precisava de reparos ou reconstrução – o que ajudou a ideia de que a Alemanha estava entrando em uma nova fase da história.